# Chikkadoddavadi, Koratagere
Chikkadoddavadi là một làng thuộc tehsil Koratagere, huyện Tumkur, bang Karnataka, Ấn Độ.